# Station Ramses
Station Ramses  (Arabisch: محطة رمسيس Maḥaṭṭat Ramsīs) (vroegere naam Misr station) is het centraal station in Caïro.
Het treinstation is gebouwd aan de eerste spoorverbinding van Alexandrië naar Caïro in 1856. Er zijn diverse verbouwingen geweest. Bij het station is het Egyptisch spoorwegmuseum gevestigd. Op het station stoppen metrolijnen 1 en 2. Op 27 februari 2019 vond er een ernstig treinongeval plaats bij dit station.
Het station is vernoemd naar Ramses II waarvan voor 2006 een standbeeld buiten stond. Dat jaar verhuisde dit standbeeld naar de site van het Groot Egyptisch Museum. 

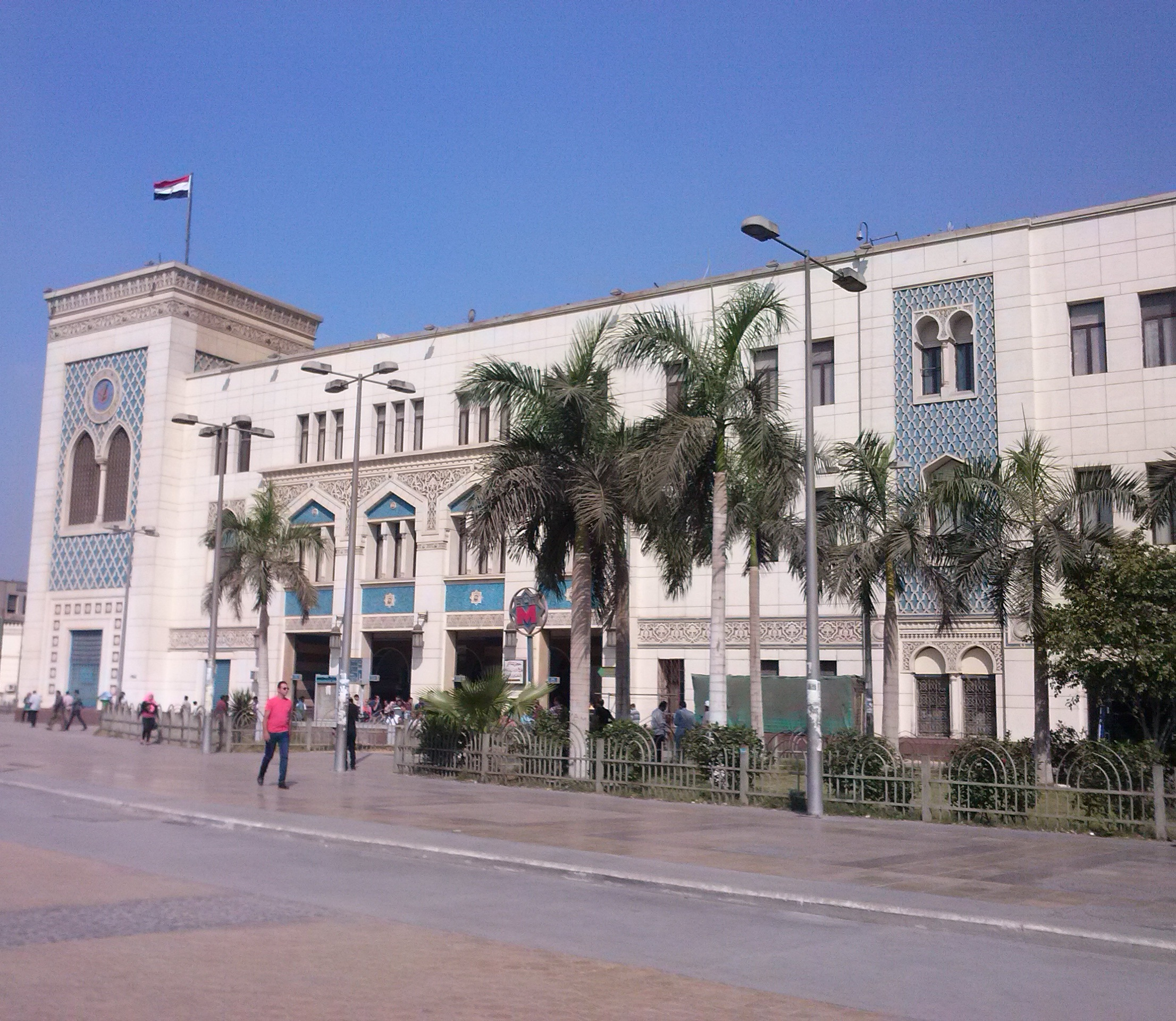
station van buiten (2014)
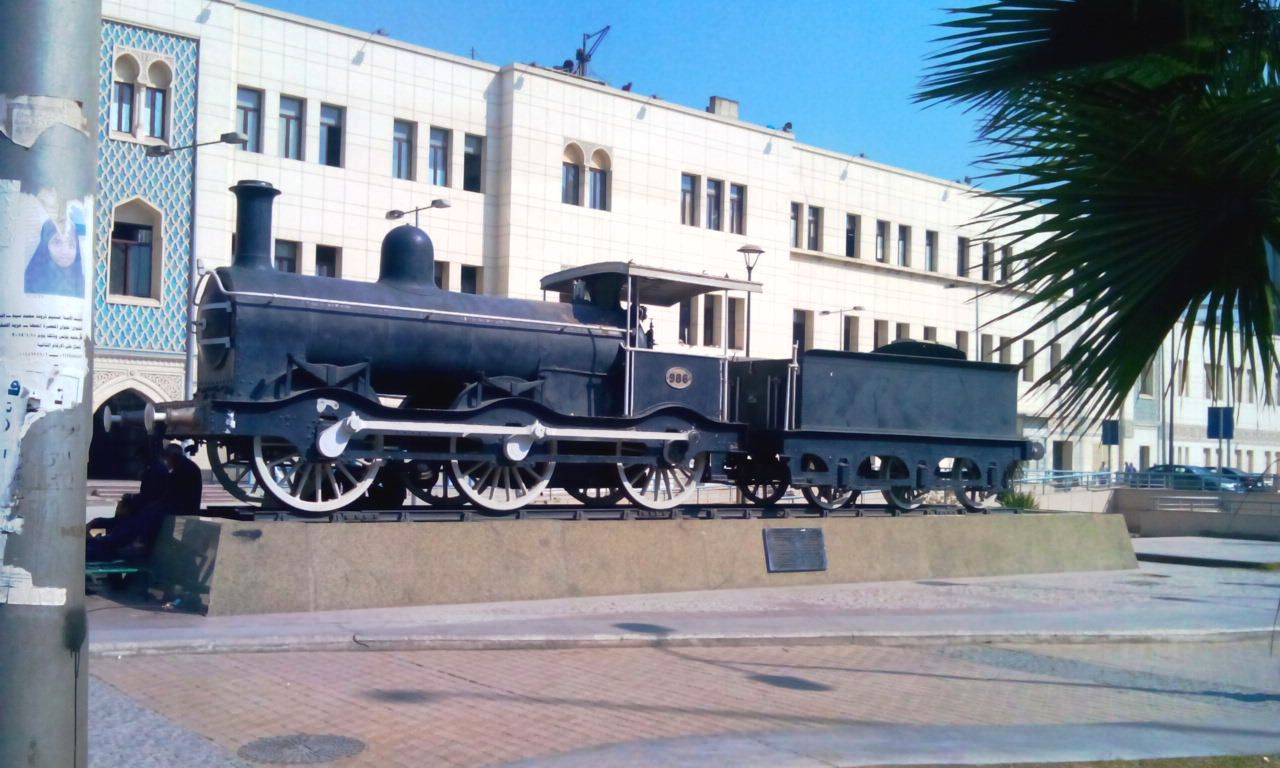
locomotief bij station van Egyptisch spoorwegmuseum